# Kamatamare Sanuki
Kamatamare Sanuki (カマタマーレ讃岐?) är ett fotbollslag från Takamatsu i Kagawa prefektur, Japan. Laget spelar för närvarande (2020) i lägsta proffsligan J3 League.

## Placering tidigare säsonger
| Säsong | Nivå | Liga      | Placering | Referens | Notering |
| ------ | ---- | --------- | --------- | -------- | -------- |
| 2014   | 2    | J2 League | 21        | [ 1 ]    |          |
| 2015   | 2    | J2 League | 16        | [ 2 ]    |          |
| 2016   | 2    | J2 League | 19        | [ 3 ]    |          |
| 2017   | 2    | J2 League | 19        | [ 4 ]    |          |
| 2018   | 2    | J2 League | 22        | [ 5 ]    |          |
| 2019   | 3    | J3 League | 14        | [ 6 ]    |          |
| 2020   | 3    | J3 League | 16        | [ 7 ]    | Pandemin |
| 2021   | 3    | J3 League | 15        | [ 8 ]    | Pandemin |
| 2022   | 3    | J3 League | 17        | [ 9 ]    | Pandemin |
| 2023   | 3    | J3 League | 16        | [ 10 ]   |          |
| 2024   | 3    | J3 League | 16        | [ 11 ]   |          |

## Truppen 2022
Aktuell 23 april 2022.
| Nr | Land  | Pos | Namn                      |
| -- | ----- | --- | ------------------------- |
| 1  | Japan | MV  | Takuya Takahashi          |
| 2  | Japan | F   | Takaharu Nishino (kapten) |
| 3  | Japan | F   | Naoya Matsumoto           |
| 4  | Japan | F   | Mizuki Uchida             |
| 5  | Japan | F   | Takumi Komatsu            |
| 6  | Japan | MF  | Hayato Hasegawa           |
| 7  | Japan | MF  | Masataka Nishimoto        |
| 8  | Japan | MF  | Yuga Watanabe             |
| 10 | Japan | A   | Ikki Kawasaki             |
| 11 | Japan | A   | Kohei Matsumoto           |
| 13 | Japan | A   | Kentaro Shigematsu        |
| 14 | Japan | MF  | Wataru Sasaki             |
| 15 | Japan | MF  | Kazuki Iwamoto            |
| 16 | Japan | MV  | Kenta Watanabe            |
| 17 | Japan | MF  | Takuma Goto               |
| 18 | Japan | A   | Kakeru Aoto               |

| Nr | Land  | Pos | Namn                                         |
| -- | ----- | --- | -------------------------------------------- |
| 19 | Kenya | A   | Ismael Dunga (lån från Sagan Tosu)           |
| 20 | Japan | F   | Taiyo Shimokawa                              |
| 21 | Japan | F   | Kanta Usui                                   |
| 22 | Japan | MF  | Ryoto Kamiya                                 |
| 23 | Japan | A   | Yusuki Yoshii                                |
| 24 | Japan | MV  | Yusuke Imamura                               |
| 25 | Japan | A   | Eugene Fukui                                 |
| 26 | Japan | A   | Shoya Koyama                                 |
| 27 | Japan | MF  | Taiyo Namazuta                               |
| 28 | Japan | A   | Shunta Nakamura (lån från Montedio Yamagata) |
| 29 | Japan | F   | Keisuke Tao                                  |
| 30 | Japan | F   | Keitaro Iyori                                |
| 31 | Japan | F   | Tomoya Takeshita                             |
| 32 | Japan | MV  | Kaisei Matsubara                             |
| 33 | Japan | F   | Genichi Endo                                 |